# Pterorthacris
Pterorthacris is een geslacht van rechtvleugeligen uit de familie Pyrgomorphidae. De wetenschappelijke naam van dit geslacht is voor het eerst geldig gepubliceerd in 1921 door Uvarov.

## Soorten
Het geslacht Pterorthacris  is monotypisch en omvat slechts de volgende soort:
- Pterorthacris subcallosa (Uvarov, 1921)